# علی‌نقی مصباح فاطمی
سید علی‌نقی مصباح فاطمی (۱۲۷۴ نایین - ۱۳۴۵) استاندار و قانونگذار دوران پهلوی بود.
سید علی‌نقی پسر حسینقلی خان مصباح‌الدوله بود. پس از تحصیلات به خدمت دولت درآمد و تا حکمرانی چند ولایت پیش رفت. در سال ۱۳۰۷ به نمایندگی نایین در مجلس شورای ملی انتخاب شد (دوره هفتم).
مصباح فاطمی پیش از پایان دوران نمایندگی‌اش  به خدمات دولتی بازگشت و در سال ۱۳۱۱ حاکم مازندران شد. در سال ۱۳۱۴ بار دیگر به نمایندگی انتخاب شد اما این بار از دزفول (دوره دهم). پس از پایان این دوره در سال ۱۳۱۷ کفالت (سرپرستی) استانداری خوزستان را به عهده گرفت و تا شهریور ۱۳۲۰ در این استان بود. سپس به تهران منتقل شد تا اینکه در سال ۱۳۲۶ استاندار خوزستان شد.